# Elaphria micromma
Elaphria micromma là một loài bướm đêm trong họ Noctuidae.